# M1.9 (Servië)
De M1.9 of Magistralni Put 1.9 is een hoofdweg in het noordoosten van Servië. De weg loopt van de hoofdstad Belgrado via Pančevo en Vršac naar de grens met Roemenië. In Roemenië loopt de weg als DN59 verder naar Timișoara. De M1.9 loopt door de districten Belgrado en Zuid-Banaat.
De M1.9 is onderdeel van de E70, de Europese weg tussen A Coruña in Spanje en Poti in Georgië.

## Geschiedenis
In de tijd dat Servië bij Joegoslavië hoorde, was de M1.9 onderdeel van de Joegoslavische hoofdweg M1.9. Deze weg had dezelfde route als de tegenwoordige M1.9. Na het uiteenvallen van Joegoslavië en de daaropvolgende onafhankelijkheid van Servië, behield de M1.9 haar nummer.
A1 · 
M1.9 · 
M1.10 · 
M1.11 · 
M1.12 · 
M1.13 · 
A2 · 
A3 · 
A4 · 
M5 · 
M7 · 
M7.1 · 
M8 · 
M9 · 
M17.1 · 
M17.2 · 
M17.3 · 
M18 · 
M18.1 · 
M19 · 
M19.1 · 
M21 · 
M21.1 · 
M22 · 
M22.1 · 
M22.2 · 
M22.3 · 
M23 · 
M23.1 · 
M24 · 
M24.1 · 
M25 · 
M25.1 · 
M25.2 · 
M25.3